# Kojoukh
Le Kojoukh  (en russe : Кожух) est une rivière du sud-ouest de la Sibérie occidentale en Russie. C'est un affluent gauche de la Kiia, donc un sous-affluent de l'Ob par la Kiia puis par le Tchoulym.

## Géographie
Son bassin versant a une superficie de plus ou moins 1 750 km2.
Le Kojoukh prend sa source dans le piemont nord-ouest de l'Alataou de Kouznetsk dans l'oblast de Kemerovo. 
La rivière effectue un parcours vers le nord en faisant de nombreux méandres.
Elle se jette dans la Kiia en rive gauche, une dizaine de kilomètres en amont de la ville de Tchoumaï.  
Le Kojoukh est pris par les glaces de novembre à avril. 

## Hydrométrie - Les débits à Plotbichtche Kojoukh
Le débit du Kojoukh a été observé pendant 13 ans (entre 1936 et 1999) à Plotbichtche Kojoukh, station située à 47 kilomètres de son confluent avec la Kiia. 
Le débit inter annuel moyen ou module observé à la station durant cette période était de 40,5 m3/s pour une surface de drainage prise en compte de 1 350 km2, soit plus ou moins 75 % du bassin versant total de la rivière.
La lame d'eau écoulée dans cette partie du bassin atteint ainsi le chiffre de 946 millimètres par an, ce qui doit être considéré comme très élevé. 
Rivière alimentée en grande partie par la fonte des neiges, mais aussi par les pluies en été et en automne, le Kojoukh est un cours d'eau de régime nivo-pluvial. 
Les hautes eaux se déroulent au printemps, d'avril à juin, avec un pic important en mai, ce qui correspond au dégel et à la fonte des neiges. Au mois de juin et de juillet, le débit baisse fortement, puis se stabilise tout au long du reste de l'été et de l'automne. En septembre-octobre on observe même un rebond du débit, lié aux précipitations automnales.
Dès le mois de novembre, le débit de la rivière baisse à nouveau, ce qui mène à la période des basses eaux. Celle-ci a lieu de décembre à mars inclus et correspond aux gels de l'hiver qui s'abattent sur l'ensemble de la Sibérie. 
Le débit moyen mensuel observé en mars (minimum d'étiage) est de 5,05 m3/s, soit moins 2,5 % du débit moyen du mois de mai (220 m3/s), ce qui souligne l'amplitude très élevée des variations saisonnières, même dans le contexte sibérien où les écarts sont souvent très importants. Ces écarts de débit mensuel peuvent encore être plus marqués d'après les années. Ainsi sur la durée d'observation de 13 ans, le débit mensuel minimal a été de 0,64 m3/s en février 1969, tandis que le débit mensuel maximal s'élevait à 303 m3/s en mai 1975.
En ce qui concerne la période estivale, libre de glaces (de mai à octobre inclus), le débit minimal observé a été de 3,85 m3/s en juillet 1974.  